# Природні сфінкси в долині річки Чурук-Су
Приро́дні сфі́нкси в долині річки Чурук-Су — геологічна пам'ятка природи місцевого значення, розташована поблизу міста Бахчисарай Бахчисарайського району АР Крим. Створена відповідно до Постанови ВР АРК № 92 від 15 грудня 1964 року.

## Загальні відомості
Землекористувачем пам'ятки є ДП «Бахчисарайське лісогосподарство», Михайлівське лісництво, 43 квартал, площа 5 га. Розташована в Бахчисарайському районі на сході міста Бахчисарай Бахчисарайського району.

## Галерея

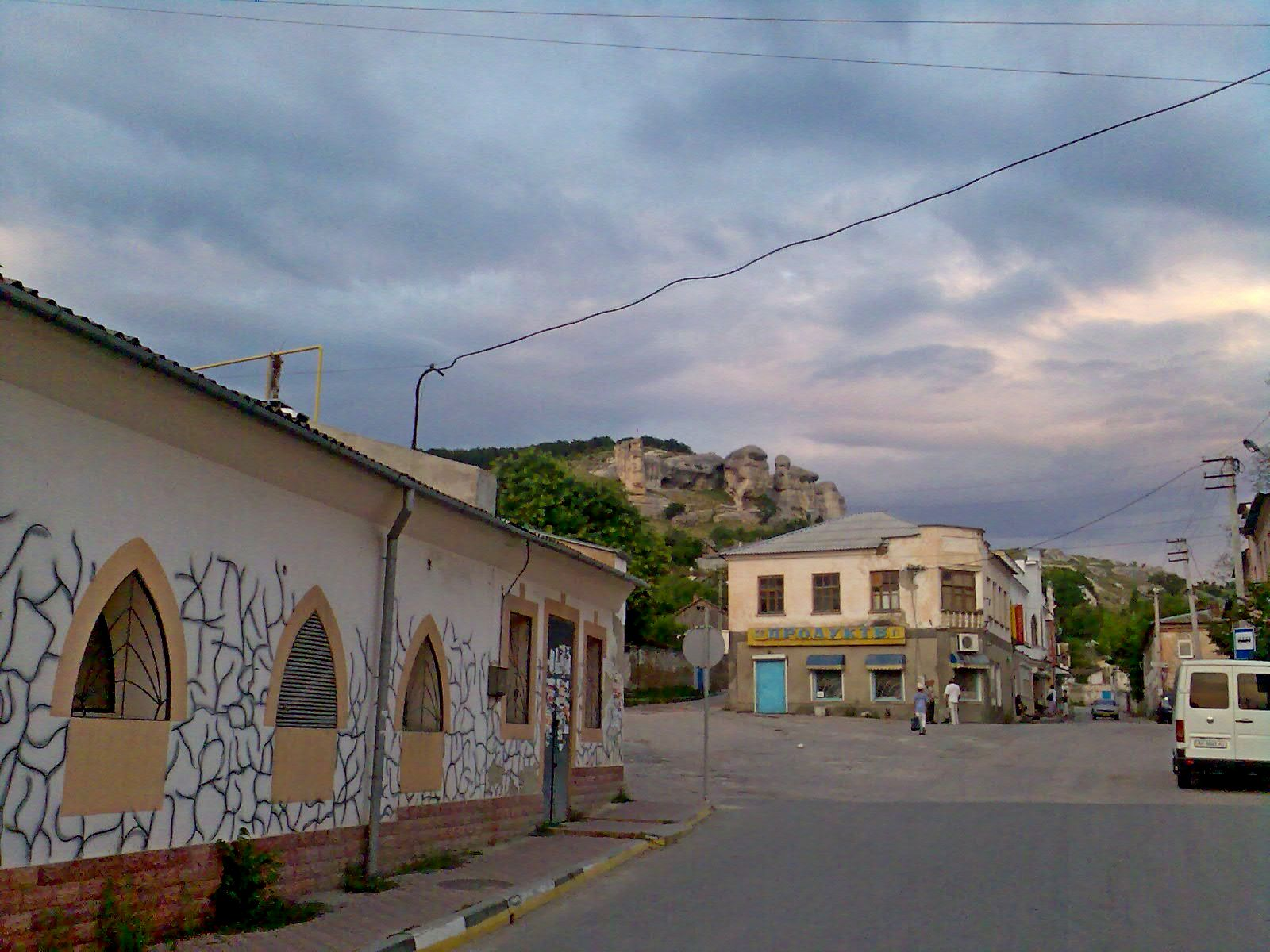
Бахчисарай. Сфінкси
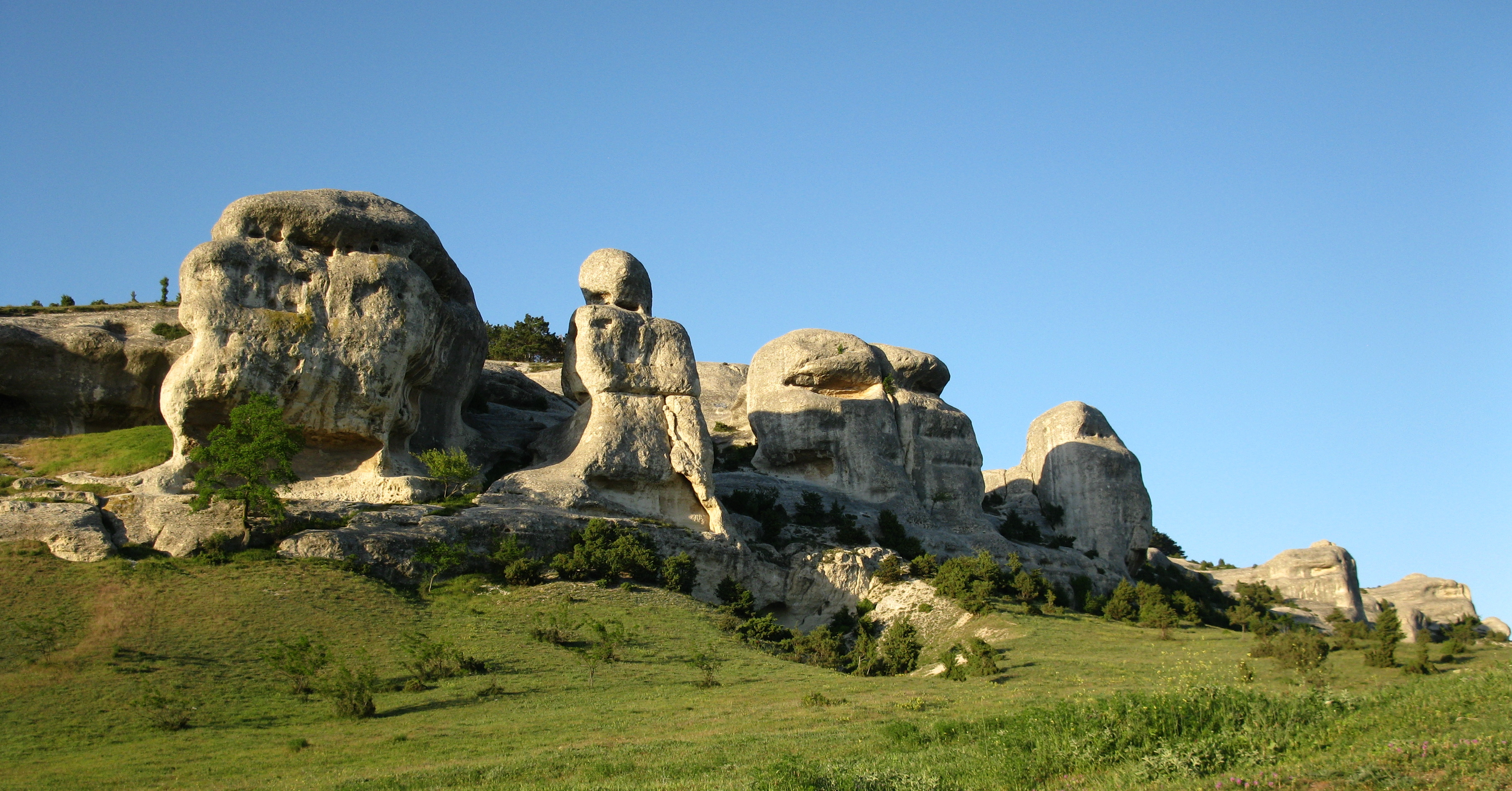
Сфінкси річки Чурук-Су
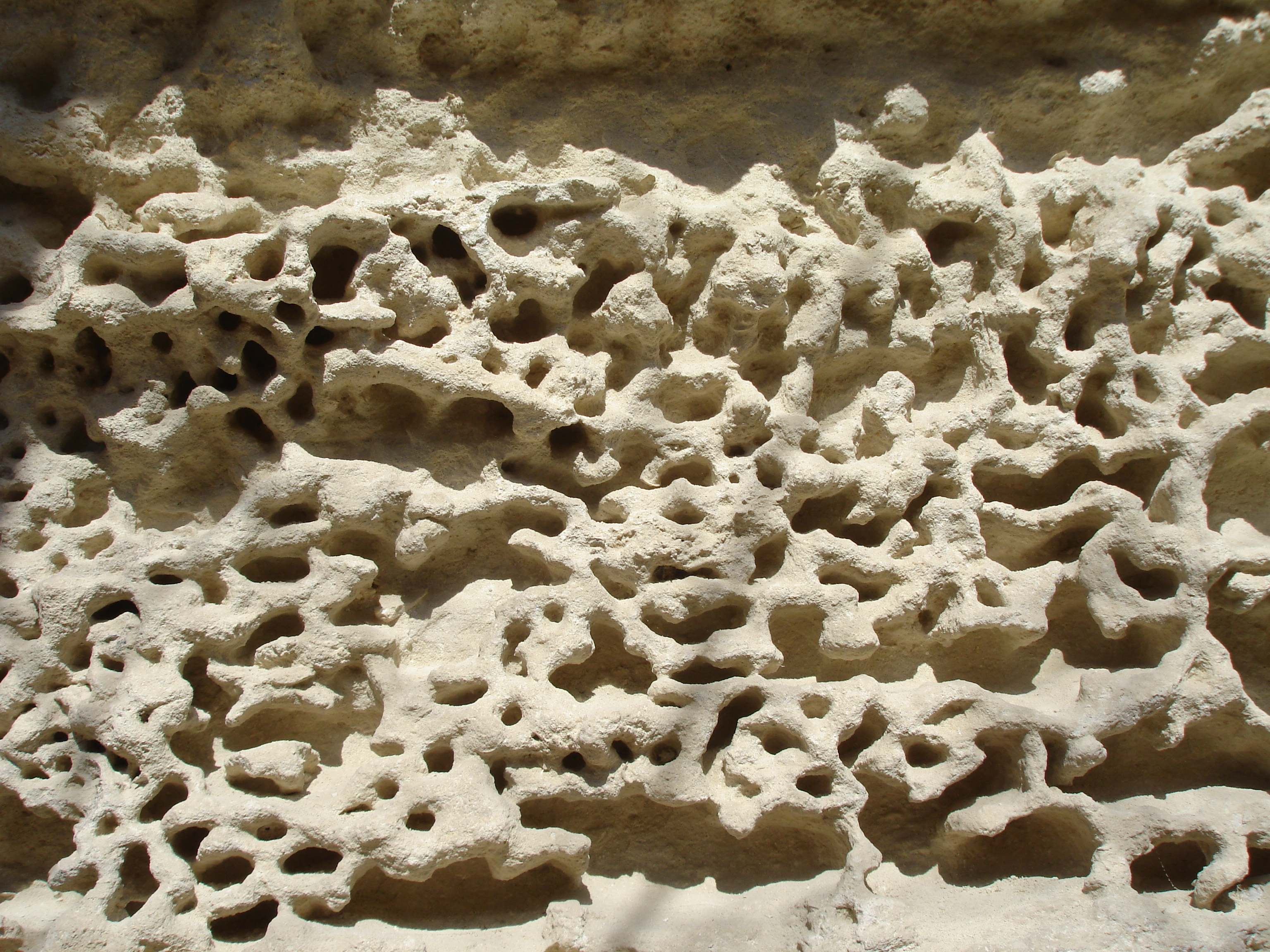
Гірська порода